# Sedam ofenziva
Sedam ofenziva ili „sedam neprijateljskih” naziv je za sedam najvećih operacija Sila Osovine na prostoru bivše Jugoslavije protiv partizana za vrijeme Drugog svjetskog rata.
Tijekom razdoblja SFRJ tih sedam operacija bile su važan dio službene propagande u kojoj je antifašistička borba u Drugom svjetskom ratu predstavljala glavnu legitimaciju vlasti. Svako školsko dijete ih je moralo biti u stanju napamet nabrojati.[nedostaje izvor] Opstala je do promjene volje naroda izražene na slobodnim izborima.
Kronološki, riječ je o sljedećim operacijama:
1. Uništenje Užičke republike od rujna do studenog 1941. u zapadnoj Srbiji ("Prva neprijateljska ofenziva")
2. Operacija Jugoistočna Hrvatska u istočnoj Bosni u siječnju 1942. godine ("Druga neprijateljska ofenziva"),
3. Operacija Trio i Operacija Foča na granici Bosne i Srbije u proljeće 1942. te istovremena talijansko-četnička ofenziva u Crnoj Gori i Hercegovini ("Treća neprijateljska ofenziva"),
4. Bitka na Neretvi početkom 1943. godine ("Četvrta neprijateljska ofenziva"),
5. Bitka na Sutjesci u kasno proljeće 1943. ("Peta neprijateljska ofenziva"),
6. ofenzivne operacije Wehrmachta od rujna 1943. do početka 1944. s ciljem zauzimanja teritorija kojega je NOVJ zauzeo po kapitulaciji Italije ("Šesta neprijateljska ofenziva"; v. Bitka za Split 1943. i Rommelova ofenziva),
7. Desant na Drvar, pokušaj likvidacije ili zarobljavanja vrhovnog komandanta NOVJ, maršala Tita ("Sedma neprijateljska ofenziva").

Podrijetlo izraza „sedam neprijateljskih ofenziva” pripisuje se Titu ili njegovom okruženju i povezuje se s njegovom željom da vojna zbivanja podijeli u razdoblja. Dok je Tito u tekstovima iz 1941. i 1942. najčešće opisivao razvoj rata po regijama Jugoslavije, u svom govoru na drugom zasjedanju Antifašističkog vijeća narodnog oslobođenja Jugoslavije (AVNOJ) 1943. prethodni tijek rata već je podijelio u četiri etape. Gotovo istovremeno se pojavio i izraz „sedam neprijateljskih ofenziva”. Prvi put je objavljen u ljeto 1943., ali tada još uvijek u formulaciji „pet ofenziva”. Dakle, u Biltenu Vrhovnog štaba NOVJ-a travnja 1943. bitka na Neretvi je označena kao „velika neprijateljska ofenziva”, ali već u kolovoškom izdanju Biltena Titov uvodni članak nazvan „Peta neprijateljska ofenziva”. Ovdje se bitka na Neretvi smatra četvrtom, a bitka na Sutjesci petom ofenzivom. Šestu i sedmu ofenzivu opisao je general Arso Jovanović u člancima objavljenim 1944. odmah nakon ovih vojnih operacija.